# Каполивери
Каполивери (итал. Capoliveri) је насеље у Италији у округу Ливорно, региону Тоскана.
Према процени из 2011. у насељу је живело 2049 становника. Насеље се налази на надморској висини од 162 м.

## Становништво
| 1936. | 1951. | 1961. | 1971. | 1981. | 1991. | 2001. | 2011. |
| ----- | ----- | ----- | ----- | ----- | ----- | ----- | ----- |
| 2.431 | 2.233 | 2.168 | 2.193 | 2.239 | 2.435 | 3.105 | 3.763 |